# ملائكة الجحيم

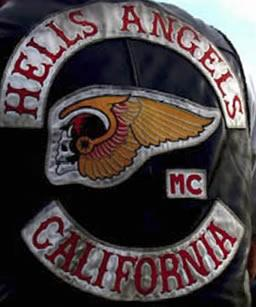
شعار عصابة ملائكة الجحيم

نادي ملائكة الجحيم للدراجات النارية (HAMC) هو نادي للدراجات النارية يعتبر جزأ من الجريمة المنظمة، بحسب وزارة العدل الأمريكية. ينشطون في جميع أنحاء العالم في 27 دولة من القارات الخمس، ويستعمل جل أعضاءه دراجات هارلي ديفيدسون النارية بآعتبارها العلامة التجارية الأكثر تمثيلا لهم.
من الألقاب الشائعة للنادي رموز واختصارات أحرف "H.A."، "Red & White"، "HAMC" و "81".
بالنسبة إليهم فإنهم يدحضون مفاهيم الجنة والجحيم. حيث يعتبرون أن الجحيم ليس مكانا للعقاب وزجر مرتكبي الجرائم والخطايا في حياتهم الدنيوية بعد الحياة وإنما الجحيم يوجد على الأرض. من هناك، جاءت فكرة الخلاص بالنسبة لهم عن طريق السرعة، والقدرة على الهروب من جحيم الحياة بواسطة الدراجات النارية و المخدرات والأسلحة.